# Патент на продажу питей
Патент на продажу питей — это документ в Российской империи, дающий право на продажу тех или иных видов алкогольных напитков. Подобные бумаги выдавались с 1861 по 1914 год (в связи с введением сухого закона с началом Первой мировой войны). Обычно выдавался сроком на один год. Бумаги защищались водяными знаками.

## История
В 1861 году Александром II была отменена система винных откупов. Спирт был обложен акцизом, с питейных заведений начал взиматься питейный сбор. За 20 лет подобного регулирования были выявлены организационные проблемы. Также было понятно, что государство получает слишком маленький доход от продажи алкогольных напитков. В 1885 году были приняты Высочайше утвержденные правила о раздробительной продаже напитков. В некоторых местностях из соображений безопасности запрещалась любая продажа алкоголя. В некоторых регулировалась с помощью размера акцизного сбора. Была существенно стеснена распивочная продажа алкоголя. Использование подобных акцизов существенно увеличило поступления в бюджет: к 1897 году, по сравнению с началом 1890-х годов, доходы государства возросли с 730 млн руб. до 1,5 млрд руб.

## Размер ставок
Самые большие ставки были у заводских подвалов и оптовых складов, торговавших объемами от ведра. Согласно закону 1893 года с них взимался сбор от 200 до 400 рублей в год (в зависимости от разряда местности). Покупка патента предусматривала продажу 400 тысяч градусов безводного спирта. За каждые 100 тысяч градусов взимался дополнительный сбор в 25 рублей.
Оптовые склады пива, меда и российского виноградного вина покупали патенты от 20 до 60 рублей.
Винные лавки с 1886 по 1894 год платили в год 100 рублей с каждой лавки.
Наименьший сбор платили владельцы пивных лавок — от 10 до 30 рублей в год.

## Выпуск и защита бланков
Поздние патенты на продажу питей (после 1885 года) выпускались в ЭЗГБ. Были защищены водяными знаками с надписью «патент», российским гербом и годом выпуска. Если в год использования патента оставались нераспроданные бланки, на них ставилась надпечатка «негодный».